# Ilhéu Alto (Selvagens)
O ilhéu Alto é um ilhéu nas Ilhas Selvagens, Região Autónoma da Madeira, Portugal.